# ويليام ن. فيل
ويليام ن. فيل هو محامي وسياسي أمريكي، ولد في 22 يونيو 1876 في كوكومو في الولايات المتحدة، وتوفي في 2 يوليو 1927 في منتزه جبل روكي الوطني في الولايات المتحدة. نشط حزبياً في الحزب الجمهوري. وقد انتخب عضو مجلس النواب الأمريكي.